# Њу Мексико
34° 34′ 14″ N 105° 59′ 34″ W / 34.57056° С; 105.99278° З
Њу Мексико (енгл. New Mexico, шп. Nuevo México, навахо Yootó Hahoodzo), држава је која се налази на југозападу Сједињених Држава. Њу Мексико се обично сматра једном од планинских држава. Са густином насељености мало изнад 6 становника по квадратном километру, Њу Мексико је шеста најређе насељена држава у САД.
Њу Мексико је вековима био насељен народима америчких урођеника, а осим тога је био део шпанског царског вицекраљевства Нове Шпаније, део Мексика, и територија САД. Међу државама САД, Њу Мексико има највећи проценат хиспано популације коју чине потомци шпанских колониста и скорији имигранти из Латинске Америке. Такође има и други највећи проценат популације америчких урођеника (после Аљаске) и пети највећи укупан број америчких урођеника (после Калифорније, Оклахоме, Аризоне, и Тексаса. Племенска популација се састоји углавном од припадника Навахо и Пуебло. Последица тога је да су демографија и култура Њу Мексика јединствени због јаких урођеничких и хиспано утицаја. На застави Њу Мексика се налазе црвена и златна боја, што представља Шпанију, као и симбол Зиа, древни урођенички симбол за Сунце.

## Порекло имена
Њу Мексико је добио своје име 1563. и опет 1581. од стране шпанских истраживача који су веровали да је тај простор настањен Индијанцима који су слични онима у Мексику.

## Географија
Укупна површина Њу Мексика износи 314,460 km². На западу се граничи са Аризоном, а на истоку са Тексасом. Главни град је Санта Фе. Популација износи 2,086 милиона становника. Пејзаж Њу Мексика се креће од широких пустиња до планинских врхова покривеним снегом, па до делова потпуно покривених шумом. Њу Мексико има бројне националне паркове.

### Клима
Клима Њу Мексика је полу сува иако постоје области где је заступљена континентална и планинска клима и то је област где преовладавају планине и пустиње. Просечна количина падавина износи 350мм годишње. Температуре се крећу од 18 °C на југоистоку до 4 °C на северу. Током летњих дана просечна дневна температура износи 38 °C. Највиша забележена температура износила је 50 °C, а најнижа −46 °C.

### Хидрологија
Најважније реке Њу Мексика су Рио Гранде, Пекос, Канадска и Хила. Рио Гранде је повезана са 4 најдуже реке у САД.

### Флора и фауна
У Њу Мексику су заступљене разне врсте биљака и животиња, нарочито у пустињама. Северни део државе је дом многим врстама дрвећа као што су разне врсте бора, јасике, јеле... Од животиња живе црни медведи, којоти, кугуари, мексички сиви вукови, јелени, веверице, разне врсте птица...

## Историја
Први насељеници Њу Мексика били су Палео-Индијанци. После њих населили су се амерички Индијанци и Анасази, преци Пуебло народа. До времена када је дошао у контакт са Европом у 16. веку, ову територију су насељавали Пуебло народи и групе народа Навахо и Уте. Име Њу Мексико је први употребио Франциско де Ибара који је истраживао север Мексика 1563. и тада га открио. Име је званично прихваћено када је Хуан де Оњате изабран за првог гувернера Провинције Њу Мексика 1598. године.

## Демографија
| 1900.   | 1910.   | 1920.   | 1930.   | 1940.   | 1950.   | 1960.   | 1970.     | 1980.     | 1990.     | 2000.     | 2010.     |
| ------- | ------- | ------- | ------- | ------- | ------- | ------- | --------- | --------- | --------- | --------- | --------- |
| 195.310 | 327.301 | 360.350 | 423.317 | 531.818 | 681.187 | 951.023 | 1.017.055 | 1.303.302 | 1.515.069 | 1.819.046 | 2.059.179 |

Број становништва у Њу Мексику износи 2.086 милиона становника. Густина насељености је 6 становника по километру квадратном. Језик који се највише користи је шпански, као и енглески. Највећи део становништва је католичке вероисповести око 42%, око 28% су протестанти.
Главни град Њу Мексика је Санта Фе. Највећи градови су Албукерки, Лас Крусис, Рио Ранчо, Санта Фе, Розвел...

## Политика и администрација
У Њу Мексику постоје две политичке странке: демократска и републиканска.